# Neostapfia colusana
Neostapfia es un género monotípico de plantas herbáceas de la familia de las poáceas. 
Su única especie, Neostapfia colusana (Burtt Davy) Burtt Davy, es originaria del sudoeste de Estados Unidos. 

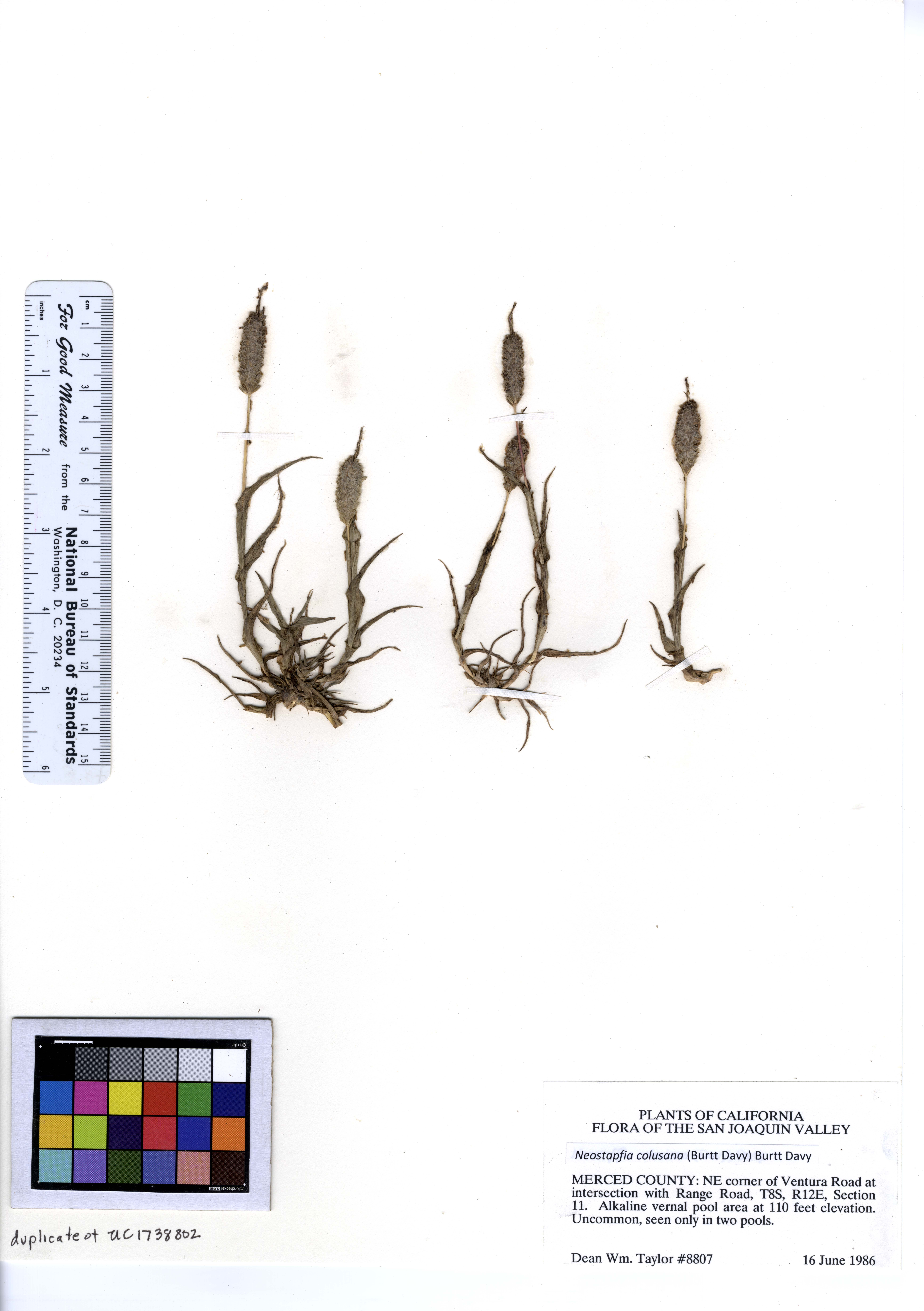
Muestra de herbario

## Descripción
Es una planta viscosa anual; con cañas ascendente de la base decumbente. Culmos de 7-30 cm de alto; herbácea; no ramificada arriba. Culmo con nodos glabros. Internudos de los culmos sólidos. Plantas desarmadas.  Los brotes de las hojas aromáticas no agregadas basalmente; no está claramente diferenciadas en vainas y láminas; dispuestas en espiral (aparentemente, en el material visto); no auriculadas. Las láminas amplias para concretas; de 5-12 mm de ancho (no separadas claramente de las vainas, de 5-10 cm de largo, las hojas sobre 12 mm de ancho en el centro); exhibiendo glándulas multicelulares abaxialmente. La lámina foliar abaxial con glándulas en los márgenes de la hoja. Las láminas no pseudopecioladas; sin venación; persistentes. La lígula ausente. Contra-lígula ausente. Son plantas bisexuales, con espiguillas bisexuales; con los floretes hermafroditas. Las espiguillas de formas sexualmente distintas en la misma planta; hermafroditas y estériles.

## Taxonomía
Neostapfia colusana fue descrita por (Burtt Davy) Burtt Davy y publicado en Erythea 7: 43. 1899.
Etimología
El nombre del género fue otorgado en honor de Otto Stapf, botánico y distinguido agrostólogo.
Sinonimia
- Anthochloa colusana  (Burtt Davy) Scribn.
- Davyella colusana (Burtt Davy) Hack.
- Stapfia colusana Burtt Davy[3]